# Trasaghis
Trasaghis is een gemeente in de Italiaanse provincie Udine (regio Friuli-Venezia Giulia) en telt 2477 inwoners (31-12-2004). De oppervlakte bedraagt 77,8 km², de bevolkingsdichtheid is 32 inwoners per km².

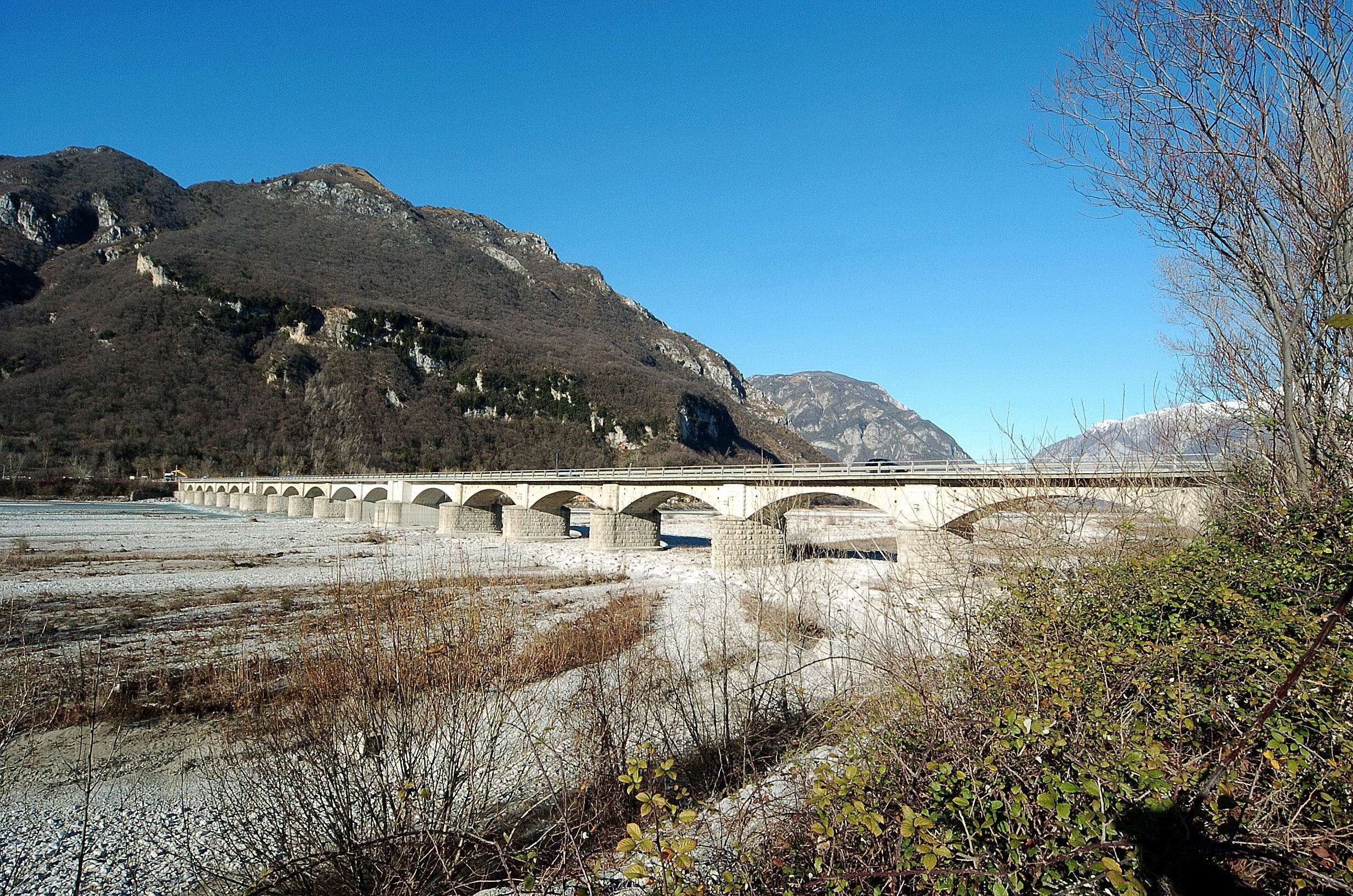
Ponte Braulis Osoppo
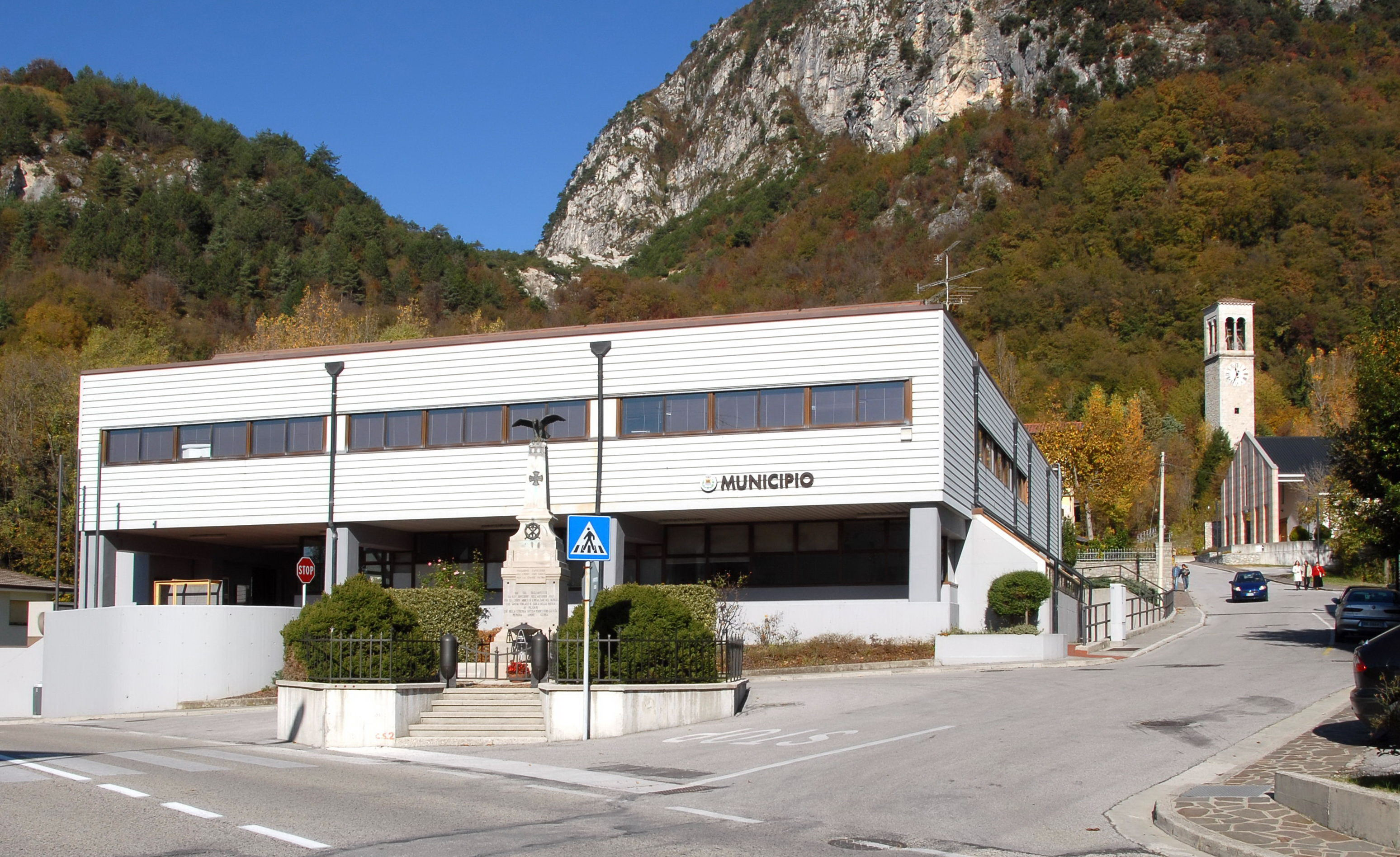
Gemeentehuis

## Demografie
Trasaghis telt ongeveer 1123 huishoudens. Het aantal inwoners daalde in de periode 1991-2001 met 7,0% volgens cijfers uit de tienjaarlijkse volkstellingen van ISTAT.
| Jaar | Inwoneraantal |
| ---- | ------------- |
| 1991 | 2677          |
| 2001 | 2490          |

## Geografie
De gemeente ligt op ongeveer 217 m boven zeeniveau.
Trasaghis grenst aan de volgende gemeenten: Bordano, Cavazzo Carnico, Forgaria nel Friuli, Gemona del Friuli, Osoppo, Vito d'Asio (PN).